# Thakurdwara
Thakurdwara è una suddivisione dell'India, classificata come municipal board, di 35.279 abitanti, situata nel distretto di Moradabad, nello stato federato dell'Uttar Pradesh. In base al numero di abitanti la città rientra nella classe III (da 20.000 a 49.999 persone).

## Geografia fisica
La città è situata a 29° 11' 60 N e 78° 50' 60 E e ha un'altitudine di 210 m s.l.m..

## Società

### Evoluzione demografica
Al censimento del 2001 la popolazione di Thakurdwara assommava a 35.279 persone, delle quali 18.654 maschi e 16.625 femmine. I bambini di età inferiore o uguale ai sei anni assommavano a 6.741, dei quali 3.452 maschi e 3.289 femmine. Infine, coloro che erano in grado di saper almeno leggere e scrivere erano 17.609, dei quali 10.843 maschi e 6.766 femmine.